# Davis (métro de Chicago)
Pour les articles homonymes, voir Davis.
Davis est une station aérienne de la ligne mauve du métro de Chicago. Elle se trouve sur le territoire de Evanston, une ville de banlieue située juste au nord de celle de Chicago. Elle offre une correspondance à la station Evanston Davis Street où roule la ligne Union Pacific/North du réseau Metra et elle sert de terminus à plusieurs lignes de bus de la Chicago Transit Authority (CTA) et du réseau Bus Pace.

## Description
Ouverte en 1908 sur la Evanston Branch par la Northwestern Elevated après le rachat des voies à la Chicago, Milwaukee, St. Paul and Pacific Railroad, la gare actuelle a été reconstruite en 1994, elle est faite de brique et de béton couvert par des auvents en métal et en verre donnant un aspect plutôt moderne comparé aux autres stations de la ligne mauve.
La station est dotée de deux imposantes tours d'horloge, à l'ouest et à l'est. Plusieurs tableaux d'affichage sont accrochés à différents endroits du quai. Un système de panneaux lumineux et de haut-parleurs avertit les passagers des retards de train. Un espace commercial est situé au niveau inférieur, près des distributeurs automatiques de titres de transport. La station est accessible aux personnes à mobilité réduite et 1 265 292 passagers y ont transité en 2008.

## Correspondances avec le bus

### Chicago Transit Authority
- #93 California/Dodge
- #201 Central/Ridge
- #N201 Central/Sherman (Owl Service)
- #205 Chicago/Golf

### Bus Pace
- #208 Golf Road
- #213 Green Bay Road
- #250 Dempster Street

## Dessertes
| Nord/Ouest            |  |                                    |  | Sud/Est                             |
| --------------------- |  | ---------------------------------- |  | ----------------------------------- |
| Foster vers Linden    |  | ligne mauve (heures creuses)       |  | Dempster vers Howard                |
| Foster vers Linden    |  | ligne mauve (heures de pointe) (d) |  | Dempster vers Linden via Clark/Lake |
| modifier sur Wikidata |  |                                    |  |                                     |